# Седми сазив Народне скупштине Републике Србије
Седми сазив Народне скупштине Србије конституисан је у среду, 14. фебруара 2007. године.
Посланици у овај сазив изабрани су на ванредним изборима одржаним 21. јануара исте године.

## Расподела мандата
Седми сазив чини 250 народних посланика, а изборне листе имају следећи број мандата:
- СРС (81)
- ДС (64)
- ДСС — НС (47)
- Г17 плус (19)
- СПС (16)
- ЛДП — СДУ — ГСС — ЛСВ (15)
- СВМ (3)
- Листа за Санџак (2)
- Унија Рома Србије (1)
- ПДД—ДУД (1)
- Ромска партија (1)

| Изборна листа | Мандата |
| --- | ------- |
| Српска радикална странка                                                                                            | 81      |
| Демократска странка                                                                                                 | 64      |
| Демократска странка Србије – Нова Србија                                                                            | 47      |
| Г17+ | 19      |
| Социјалистичка партија Србије                                                                                       | 16      |
| Либерално-демократска партија – Грађански савез Србије – Социјалдемократска унија – Лига социјалдемократа Војводине | 15      |
| Савез војвођанских Мађара                                                                                           | 3       |
| Листа за Санџак | 2       |
| Ромска партија | 1       |
| Унија Рома Србије                                                                                                   | 1       |
| Коалиција Албанаца Прешевске долине                                                                                 | 1       |
 - листа националне мањине

## Народни посланици
Овај сазив Народне скупштине чини 200 мушкараца (80%) и 50 жена (20%).
Најстарија посланица је била Борка Вучић са листе СПС-а, која је, на дан конституисања Скупштине, имала 80 година и 316 дана, док је најмлађа посланица посланица Александра Јерков из коалиције ЛДП–ГСС–СДУ–ЛСВ, која је, 14. фебруара, имала 24 године и 145 дана.
У овом сазиву, први пут се у Народној скупштини нашла и једна особа са инвалидитетом – Гордана Рајков са листе Г17+.
За народне посланике изабрани су:
| Презиме и име              | Изборна листа                            |
| -------------------------- | ---------------------------------------- |
| Аврамовић Драган           | Демократска странка Србије – Нова Србија |
| Аврамовић Милан            | Српска радикална странка                 |
| Албијанић Милољуб          | Г17+                                     |
| Алексић Бојана             | Демократска странка Србије – Нова Србија |
| Алигрудић Милош            | Демократска странка Србије – Нова Србија |
| Анастасовски Драгољуб      | Српска радикална странка                 |
| Андрић Иван                | ЛДП – ГСС – СДУ – ЛСВ                    |
| Антић Зоран                | Српска радикална странка                 |
| Антонијевић Вуко           | Демократска странка Србије – Нова Србија |
| Арсић Верољуб              | Српска радикална странка                 |
| Аџић Слободан              | Демократска странка Србије – Нова Србија |
| Бајатовић Душан            | Социјалистичка партија Србије            |
| Баковић Татомир            | Српска радикална странка                 |
| Бановић Донка              | Демократска странка Србије – Нова Србија |
| Баралић Рајко              | Социјалистичка партија Србије            |
| Батић Владан               | ЛДП – ГСС – СДУ – ЛСВ                    |
| Белић Милорад              | Демократска странка Србије – Нова Србија |
| Бечић Игор                 | Српска радикална странка                 |
| Богдановић Горан           | Демократска странка                      |
| Богдановић Ненад           | Демократска странка                      |
| Божић Елена                | Српска радикална странка                 |
| Буха Милорад               | Српска радикална странка                 |
| Ваљаревић Саша             | Српска радикална странка                 |
| Варга Ласло                | Савез војвођанских Мађара                |
| Васиљевић Жељко            | Социјалистичка партија Србије            |
| Влаовић Мика               | Демократска странка Србије – Нова Србија |
| Влаховић Александар        | Демократска странка                      |
| Војић - Марковић Милица    | Демократска странка Србије – Нова Србија |
| Вујадиновић Драган         | Демократска странка                      |
| Вукелић Никола             | Српска радикална странка                 |
| Вукићевић Лидија           | Српска радикална странка                 |
| Вуковић Јадранко           | Српска радикална странка                 |
| Вуковић Милан              | Демократска странка                      |
| Вучић Александар           | Српска радикална странка                 |
| Вучић Борка                | Социјалистичка партија Србије            |
| Вучићевић Владан           | Демократска странка Србије – Нова Србија |
| Вучковић Милан             | Демократска странка                      |
| Вучковић Наташа            | Демократска странка                      |
| Гавриловић Слободан        | Демократска странка                      |
| Гајић Гордана              | Српска радикална странка                 |
| Галго Андреа               | Савез војвођанских Мађара                |
| Глишић Дарко               | Српска радикална странка                 |
| Грубјешић Сузана           | Г17+                                     |
| Грујић Младен              | Демократска странка Србије – Нова Србија |
| Давидовић Горан            | Демократска странка Србије – Нова Србија |
| Даја Јован                 | Српска радикална странка                 |
| Дамјановић Јован           | Српска радикална странка                 |
| Дамњановић Драги           | Г17+                                     |
| Дачић Ивица                | Социјалистичка партија Србије            |
| Делић Божидар              | Српска радикална странка                 |
| Деспотовић Зоран           | Српска радикална странка                 |
| Димитријевић Милан         | Демократска странка Србије – Нова Србија |
| Димитријевић Нинослав      | Социјалистичка партија Србије            |
| Динкић Млађан              | Г17+                                     |
| Динчић Вук                 | Демократска странка                      |
| Дувњак Момчило             | Српска радикална странка                 |
| Дулић Оливер               | Демократска странка                      |
| Ђелић Божидар              | Демократска странка                      |
| Ђидић Миодраг              | Демократска странка                      |
| Ђокић Бранимир             | Српска радикална странка                 |
| Ђокић Милан                | Г17+                                     |
| Ђоковић Драгиша            | Демократска странка                      |
| Ђурић Арсен                | Демократска странка Србије – Нова Србија |
| Ђурић Рајко                | Унија Рома Србије                        |
| Живановић Србољуб          | Српска радикална странка                 |
| Живков Драган              | Српска радикална странка                 |
| Живковић Миленко           | Српска радикална странка                 |
| Жутић Никола               | Српска радикална странка                 |
| Занков Стефан              | Српска радикална странка                 |
| Здравковић Љиљана          | Демократска странка                      |
| Здравковић Небојша         | Г17+                                     |
| Зечевић Ивана              | Српска радикална странка                 |
| Илић Борко                 | Демократска странка Србије – Нова Србија |
| Илић Радиша                | Српска радикална странка                 |
| Јанковић Владета           | Демократска странка Србије – Нова Србија |
| Јанковић Ненад             | Демократска странка                      |
| Јевремовић Радослав        | Српска радикална странка                 |
| Јевтић Милош               | Демократска странка                      |
| Јерков Александра          | ЛДП – ГСС – СДУ – ЛСВ                    |
| Јерковић Славко            | Српска радикална странка                 |
| Јовановић Бранислав        | Г17+                                     |
| Јовановић Видоје           | Социјалистичка партија Србије            |
| Јовановић Дејан            | Г17+                                     |
| Јовановић Златан           | Српска радикална странка                 |
| Јовановић Иван             | Демократска странка                      |
| Јовановић Наташа           | Српска радикална странка                 |
| Јовановић Чедомир          | ЛДП – ГСС – СДУ – ЛСВ                    |
| Јовић Радослав             | Демократска странка Србије – Нова Србија |
| Јојић Петар                | Српска радикална странка                 |
| Јорга Јагода               | Демократска странка                      |
| Јосимов Иван               | Демократска странка Србије – Нова Србија |
| Јоцић Радица               | Српска радикална странка                 |
| Калановић Верица           | Г17+                                     |
| Китић Светлана             | Социјалистичка партија Србије            |
| Кишмартон Ото              | Српска радикална странка                 |
| Кнежевић Биљана            | Демократска странка Србије – Нова Србија |
| Ковачевић Вељко            | Српска радикална странка                 |
| Ковачевић Зорица           | Демократска странка Србије – Нова Србија |
| Колунџија Нада             | Демократска странка                      |
| Константиновић Ненад       | Демократска странка                      |
| Копривица Божидар          | Српска радикална странка                 |
| Кораћ Жарко                | ЛДП – ГСС – СДУ – ЛСВ                    |
| Красић Зоран               | Српска радикална странка                 |
| Крстин Милорад             | Српска радикална странка                 |
| Крстић Ненад               | Г17+                                     |
| Кунтић Петар               | Демократска странка                      |
| Лаушевић Маја              | Демократска странка                      |
| Ловрин Даниела             | Демократска странка                      |
| Љиљак Бранка               | Демократска странка                      |
| Љубеновић Томислав         | Српска радикална странка                 |
| Магда Јон                  | Демократска странка                      |
| Мараш Слободан             | ЛДП – ГСС – СДУ – ЛСВ                    |
| Маринковић Душан           | Демократска странка                      |
| Марјановић Весна           | Демократска странка                      |
| Маркићевић Мирослав        | Демократска странка Србије – Нова Србија |
| Марковић Драган            | Српска радикална странка                 |
| Марковић Јелена            | Демократска странка                      |
| Марковић Милан             | Демократска странка                      |
| Марковић Милован           | Демократска странка                      |
| Марковић Момир             | Српска радикална странка                 |
| Мартиновић Александар      | Српска радикална странка                 |
| Мартиновић Весна           | Демократска странка                      |
| Мартић Мирослав            | Демократска странка                      |
| Мартон Александар          | ЛДП – ГСС – СДУ – ЛСВ                    |
| Марчок Павел               | Демократска странка                      |
| Матић Славољуб             | Демократска странка Србије – Нова Србија |
| Машић Зоран                | Српска радикална странка                 |
| Мигати Амјад               | Српска радикална странка                 |
| Мијаиловић Предраг - Луне  | Демократска странка Србије – Нова Србија |
| Микић Предраг              | Српска радикална странка                 |
| Милановић Радивоје         | Демократска странка                      |
| Миленковић Марко           | Српска радикална странка                 |
| Милентијевић Владимир      | Демократска странка Србије – Нова Србија |
| Миливојевић Срђан          | Демократска странка                      |
| Милић Ненад                | ЛДП – ГСС – СДУ – ЛСВ                    |
| Миличковић Милосав         | Српска радикална странка                 |
| Милишић Марија             | Српска радикална странка                 |
| Милованкић Радован         | Српска радикална странка                 |
| Миловановић Бојан          | Социјалистичка партија Србије            |
| Миловановић Радослав       | Демократска странка                      |
| Милошевић Јасмина          | Демократска странка Србије – Нова Србија |
| Милошевић Коста            | Демократска странка                      |
| Милошевић Милена           | Демократска странка                      |
| Милошевић Радмило          | Демократска странка Србије – Нова Србија |
| Миљанић Јован              | Социјалистичка партија Србије            |
| Мировић Дејан              | Српска радикална странка                 |
| Мићић Наташа               | ЛДП – ГСС – СДУ – ЛСВ                    |
| Мићуновић Драгољуб         | Демократска странка                      |
| Михајловић Војислав        | Демократска странка Србије – Нова Србија |
| Михајловић Звонко          | Српска радикална странка                 |
| Михајловић Милетић         | Социјалистичка партија Србије            |
| Михајловић Огњен           | Српска радикална странка                 |
| Младеновић Слободанка      | Демократска странка Србије – Нова Србија |
| Момиров Надица             | Г17+                                     |
| Момчилов Паја              | Српска радикална странка                 |
| Мрвош Душан                | Демократска странка Србије – Нова Србија |
| Мркоњић Милутин            | Социјалистичка партија Србије            |
| Муковић Мујо               | Демократска странка                      |
| Мученски Ђура              | Демократска странка                      |
| Недимовић Бранислав        | Демократска странка Србије – Нова Србија |
| Николић - Вукајловић Весна | Српска радикална странка                 |
| Николић Дејан              | Демократска странка                      |
| Николић Зоран              | Демократска странка Србије – Нова Србија |
| Николић Милан              | Социјалистичка партија Србије            |
| Николић Томислав           | Српска радикална странка                 |
| Новаковић Никола           | Г17+                                     |
| Обрадовић Жарко            | Социјалистичка партија Србије            |
| Обрадовић Радојко          | Демократска странка Србије – Нова Србија |
| Омерагић Бајрам            | Листа за Санџак                          |
| Омеровић Мехо              | Демократска странка                      |
| Палалић Јован              | Демократска странка Србије – Нова Србија |
| Паскаш Татјана             | Г17+                                     |
| Пастор Балинт              | Савез војвођанских Мађара                |
| Перић Срето                | Српска радикална странка                 |
| Перјаничић Дејан           | Демократска странка Србије – Нова Србија |
| Петковић Владимир          | Демократска странка                      |
| Петковић Мирослав          | Демократска странка Србије – Нова Србија |
| Петковић Стојанка          | Г17+                                     |
| Петковић Чедомир           | Демократска странка                      |
| Петров Зоран               | Демократска странка                      |
| Петровић Видоје            | Г17+                                     |
| Петровић Душан             | Демократска странка                      |
| Петровић Петар             | Демократска странка Србије – Нова Србија |
| Петронијевић Милисав       | Социјалистичка партија Србије            |
| Пешић Весна                | ЛДП – ГСС – СДУ – ЛСВ                    |
| Пивац Жарко                | Демократска странка                      |
| Плужаревић Витомир         | Српска радикална странка                 |
| Поскурица Милета           | Српска радикална странка                 |
| Потурак Мунир              | Демократска странка                      |
| Прокић Ненад               | ЛДП – ГСС – СДУ – ЛСВ                    |
| Пророковић Душан           | Демократска странка Србије – Нова Србија |
| Рагуш Марина               | Српска радикална странка                 |
| Радета Вјерица             | Српска радикална странка                 |
| Радић Гојко                | Српска радикална странка                 |
| Радовановић Милован        | Српска радикална странка                 |
| Радовановић Радован        | ЛДП – ГСС – СДУ – ЛСВ                    |
| Радовић Милица             | Демократска странка Србије – Нова Србија |
| Радуловић Милош            | Демократска странка Србије – Нова Србија |
| Рајков Гордана             | Г17+                                     |
| Рајчић Дејан               | Демократска странка Србије – Нова Србија |
| Раковац Горан              | Демократска странка Србије – Нова Србија |
| Ранђеловић Миљан           | Г17+                                     |
| Ранђеловић Небојша         | ЛДП – ГСС – СДУ – ЛСВ                    |
| Ристић Бошко               | Демократска странка                      |
| Савић Никола               | Српска радикална странка                 |
| Самофалов Константин       | Демократска странка                      |
| Секулић Владо              | Српска радикална странка                 |
| Симоновић Драгољуб         | Српска радикална странка                 |
| Симоновић Милош            | Демократска странка                      |
| Спасојевић Срђан           | Демократска странка Србије – Нова Србија |
| Спахо Сулејман             | Српска радикална странка                 |
| Станковић Живојин          | Демократска странка                      |
| Станковић Милена           | ЛДП – ГСС – СДУ – ЛСВ                    |
| Стевановић Зорица          | Српска радикална странка                 |
| Стевић Звонимир            | Социјалистичка партија Србије            |
| Стефановић Горан           | Демократска странка                      |
| Стефановић Небојша         | Српска радикална странка                 |
| Стојаковић Светлана        | Демократска странка                      |
| Стојановић Светлана        | Демократска странка Србије – Нова Србија |
| Стојановић Снежана         | Г17+                                     |
| Стојковић Горан            | Демократска странка                      |
| Стошић Предраг             | Српска радикална странка                 |
| Ступар Душан               | Српска радикална странка                 |
| Табаковић Јоргованка       | Српска радикална странка                 |
| Тамаш Тот                  | Демократска странка                      |
| Тишма Јован                | Демократска странка                      |
| Тодоровић Драган           | Српска радикална странка                 |
| Томан Марина               | Српска радикална странка                 |
| Томанова - Маканова Ана    | Демократска странка                      |
| Томић Жељко                | Демократска странка Србије – Нова Србија |
| Топаловић Здравко          | Српска радикална странка                 |
| Топаловић Славиша          | Српска радикална странка                 |
| Тошковић Вучета            | Српска радикална странка                 |
| Умичевић Предраг           | Демократска странка                      |
| Халими Риза                | Коалиција Албанаца Прешевске долине      |
| Хасановић Биљана           | Демократска странка                      |
| Хребик Јарослав            | Г17+                                     |
| Цветановић Горан           | Српска радикална странка                 |
| Цветковић Петар            | Демократска странка Србије – Нова Србија |
| Чанак Ненад                | ЛДП – ГСС – СДУ – ЛСВ                    |
| Чолић Драган               | Српска радикална странка                 |
| Чомић Гордана              | Демократска странка                      |
| Џуџевић Есад               | Листа за Санџак                          |
| Шајн Срђан                 | Ромска партија                           |
| Шами Зоран                 | Демократска странка Србије – Нова Србија |
| Шаровић Немања             | Српска радикална странка                 |
| Шерифов Едип               | Демократска странка                      |
| Шкрбић Милан               | Српска радикална странка                 |
| Шормаз Драган              | Демократска странка Србије – Нова Србија |
| Шутановац Драган           | Демократска странка                      |

## Посланичке групе
Народни посланици су формирали следеће посланичке групе:
| Посланичка група | Посланика |
| --- | --------- |
| Српска радикална странка | 81        |
| Демократска странка | 64        |
| ДСС–НС – др Војислав Коштуница | 47        |
| Г17+ | 19        |
| Социјалистичка партија Србије | 16        |
| Либерално-демократска партија | 11        |
| Посланички клуб националних мањина - Савез војвођанских Мађара–Листа за Санџак–Унија Рома Србије–Коалиција Албанаца Прешевске долине | 6         |
| Војвођански посланици | 5         |
| остали | 1         |
 - група националне мањине